# Лясовиці (Опольське воєводство)
Лясовиці (пол. Lasowice, нім. Laßwitz) — село в Польщі, у гміні Отмухув Ниського повіту Опольського воєводства.
Населення — 163 особи (2011).

## Демографія
Демографічна структура станом на 31 березня 2011 року:
|          | Загалом | Допрацездатний вік | Працездатний вік | Постпрацездатний вік |
| -------- | ------- | ------------------ | ---------------- | -------------------- |
| Чоловіки | 87      | 21                 | 55               | 11                   |
| Жінки    | 76      | 15                 | 37               | 24                   |
| Разом    | 163     | 36                 | 92               | 35                   |